# Натюрморт

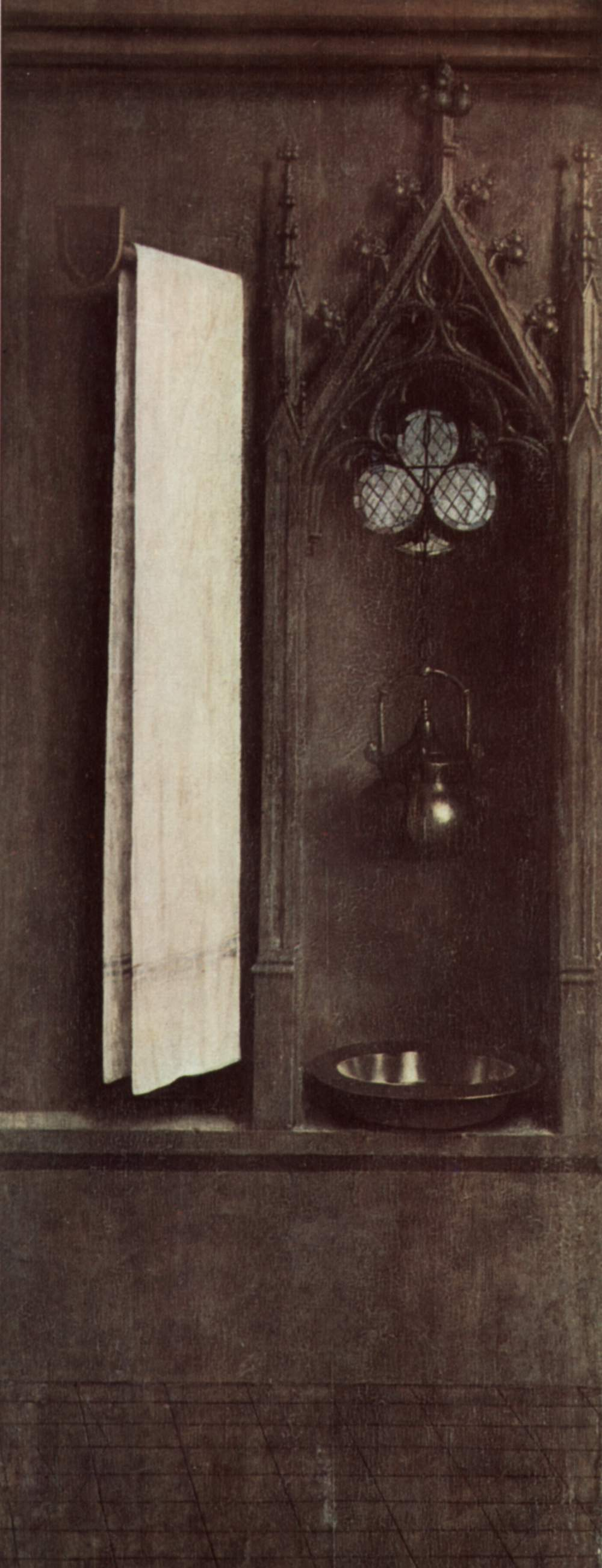
Гентский алтарь в закрытом виде. Верхняя правая панель. 1432

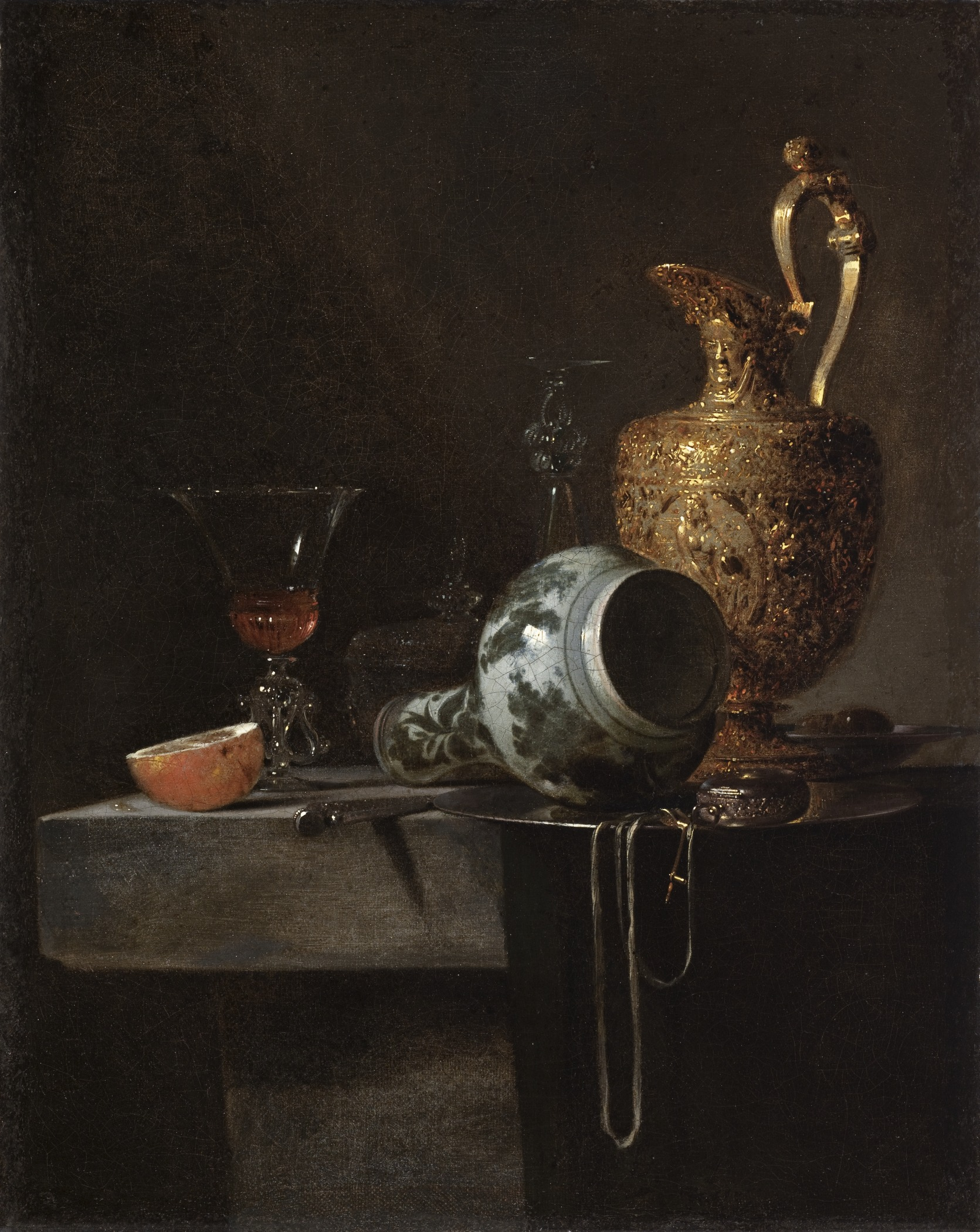
Виллем Кальф. Натюрморт с фарфоровой вазой, кувшином позолоченного серебра и бокалами, ок. 1643—1644. Холст, масло 55.6 х 44.5 см, Музей искусств округа Лос-Анджелес.

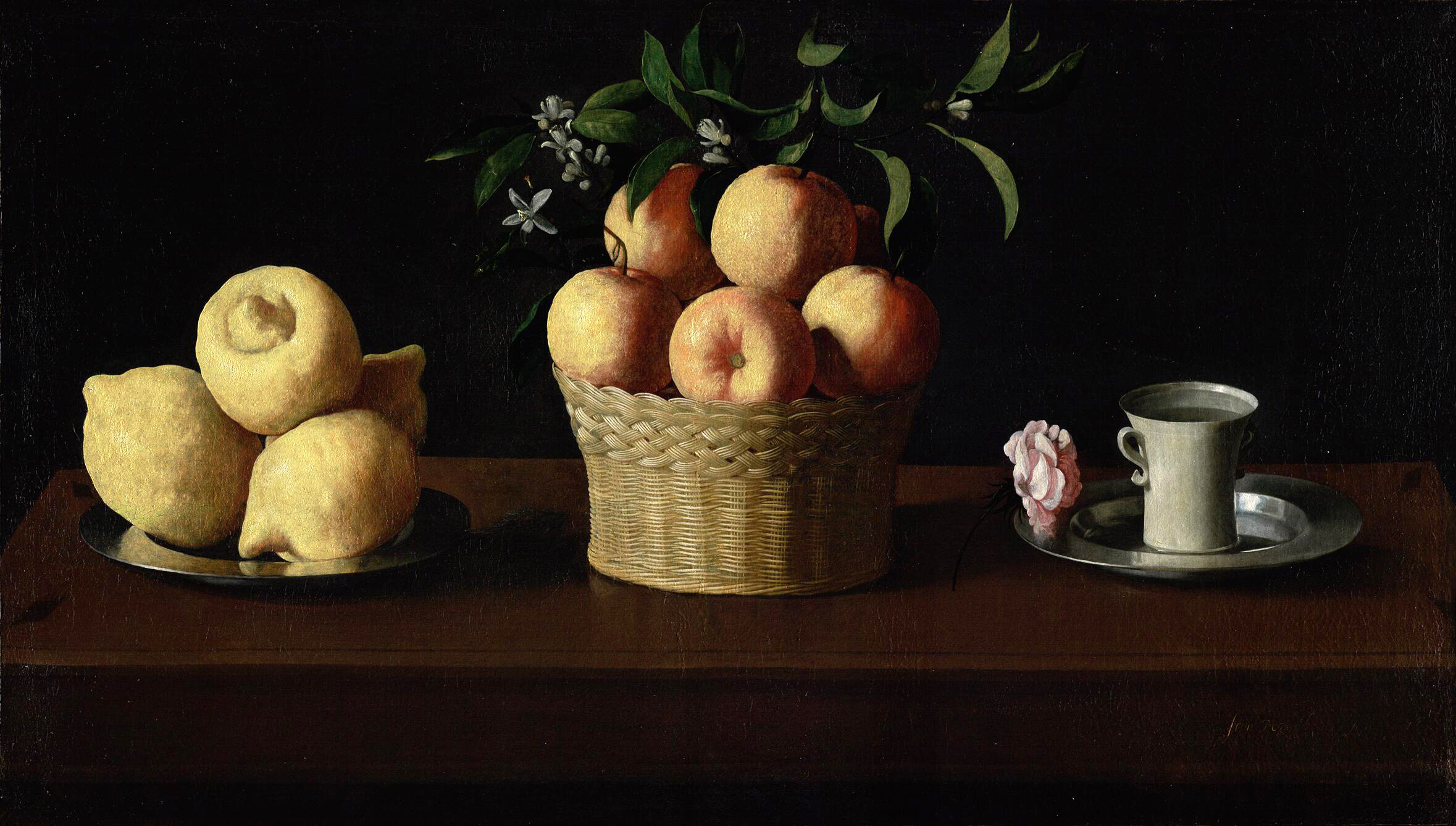
Франсиско де Сурбаран. Натюрморт с лимонами, апельсинами и розой. 1633. Музей Нортона Саймона. Пасадина

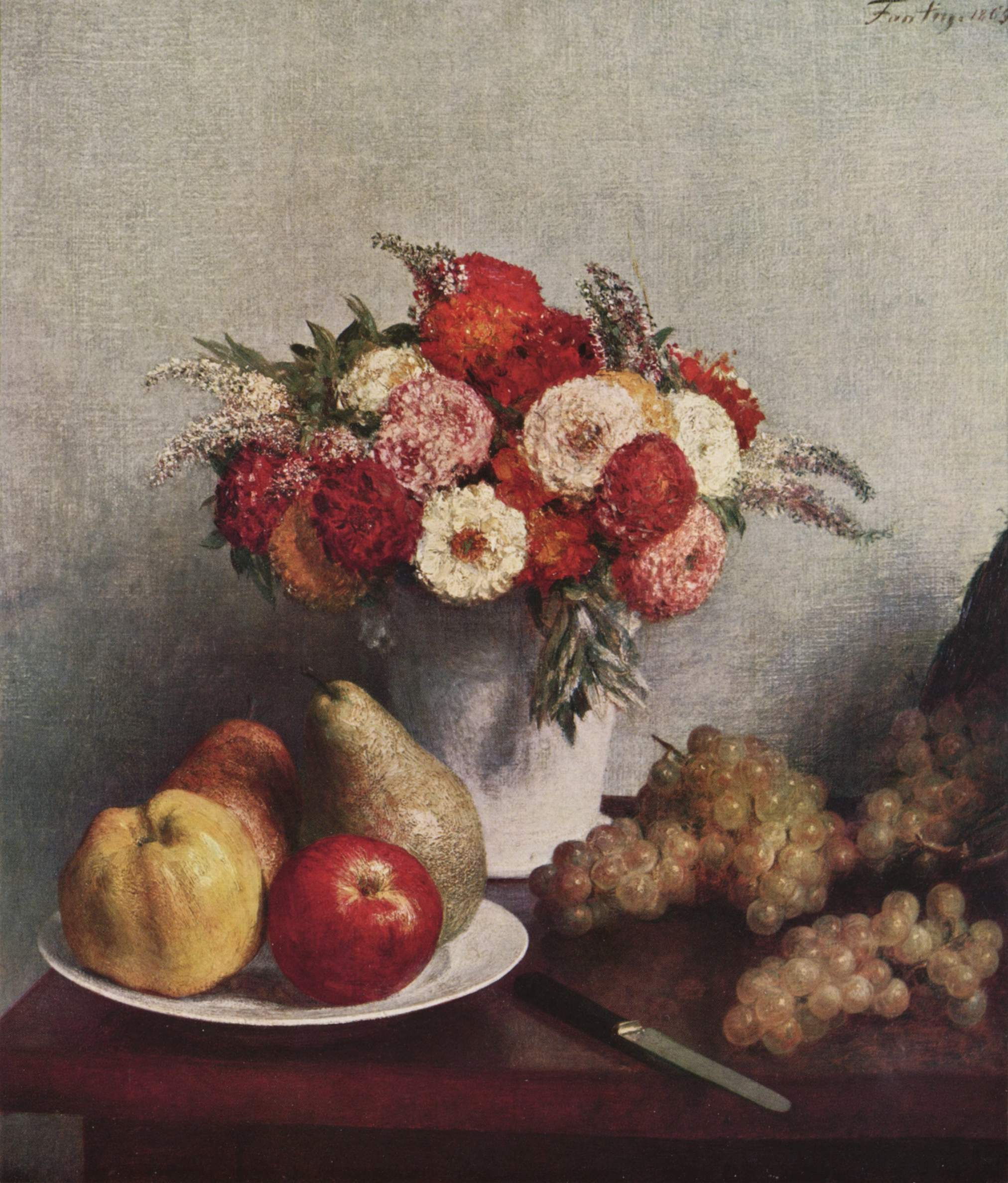
Анри Фантен-Латур. Натюрморт с цветами и фруктами. 1865. Музей Орсе. Париж

Натюрмо́рт (фр. nature morte — мёртвая природа; нидерл. stilleven, нем.  Stilleben, англ. still-life — неподвижная, замершая жизнь) — жанр изобразительного искусства, в котором «изображаются предметы неодушевлённой природы, соединённые художником в отдельную группу и представляющие собой целостную композицию либо включённые в композицию иного жанра». Основная жанровая и композиционная обусловленность натюрморта — выключение изображаемых предметов из окружающей среды. Проще говоря, «чтобы оказаться в натюрморте, птицы должны быть убиты, рыбы выловлены, цветы сорваны». Такой подход в сущности противоречит основной закономерности живописного изображения, но в натюрморте это искупается внимательной передачей живописных особенностей самих изображаемых предметов".
Предметы неодушевлённой природы — цветы, плоды, посуду с едой и питьём — изображали ещё в Древнем Египте и Древней Греции. Однако такие изображения ещё не выделялись в отдельный жанр и не имели специального обозначения. Так в центральной части Гентского алтаря работы братьев ван Эйк (1432) в сцене Благовещения Марии (на наружных створках алтаря в закрытом виде) изображён простой рукомойник с полотенцем, который вносит ощущение реальности, особенной достоверности происходящего.
Элементы натюрморта присутствуют в картинах художников итальянского проторенессанса: Джотто, П. Лоренцетти, Т. Гадди и многих других. Считается, весьма условно, что в искусстве Нового времени первый натюрморт в жанре «обманки» (фр. trompe-l'œil — «обманчивый глаз», «обманчивая видимость») — натуралистичного изображения предметов, создающих иллюзию реальных, в начале XVI века написал итальянский живописец Якопо де Барбари. Однако в XV—XVI веках изображения предметов обычно рассматривали как часть композиции исторического, пейзажного, или бытового жанра, изображения жилых интерьеров или портретов в интерьере.
Долгое время натюрморт сохранял связь с религиозными композициями в качестве обрамлений, например цветочными гирляндами, фигур Богоматери и Христа. Натюрморты располагали на оборотной стороне алтарного образа (как в «Триптихе семейства Брак» Рогира ван дер Вейдена). Также в XVI веке была распространена традиция картин типа vanitas (бренность, суета) с изображением черепа и свечи, например, портрет Жана Каронделя работы Яна Госсарта.
Натюрморт окончательно оформляется в качестве самостоятельного жанра живописи в творчестве голландских и фламандских художников XVII века.

## Нидерландский натюрморт XVII века
Нидерландский натюрморт представлял собой уникальное культурное явление XVII века, оказавшее влияние на дальнейшее развитие всей европейской живописи. «Малые голландцы» отразили в своих работах мир предметов, живущих своей тихой, застывшей жизнью. Термин «застывшая жизнь» (голл. stilleven, нем. Stilleben, англ. still-life) стал употребляться для обозначения жанра в середине XVII века, поначалу в Нидерландах. До этого художники называли подобные картины, описывая сюжет: «Маленький завтрак», «Букет цветов», «Охотничий трофей», «Суета сует». Основной перевод указанного термина, встречающийся в литературе — «тихая, неподвижная жизнь».

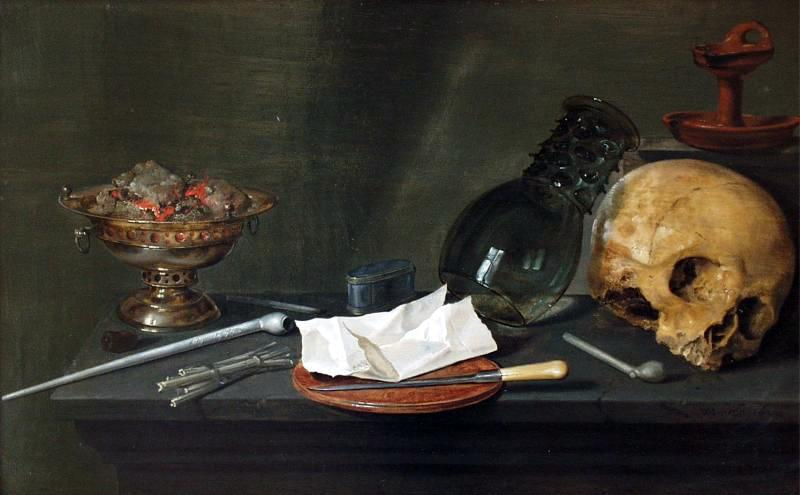
Виллем Клас Хеда. Пример натюрморта на аллегорическую тему.

Существовало несколько важных факторов, повлиявших на столь бурное развитие натюрмортной живописи. Во-первых, удивительный для небольшой страны уровень достижений в общественных науках, математике, физике и естествознании. Так, великолепные нидерландские географические карты и атласы славились во всей Европе, открытия учёного-зоолога Левенгука получили всемирную известность, нидерландские мореплаватели привозили из путешествий в экзотические страны разнообразные редкости, растения, посуду, интересные технологии изготовления вещей. Словно на витрине, расставлены перед зрителем кухонная утварь, цветы, фрукты, предметы быта — возможно, чтобы рассказать о благосостоянии родины, ведь эстетика натюрмортов была приятна и иностранцам, приобретавшим картины для украшения своего дома.

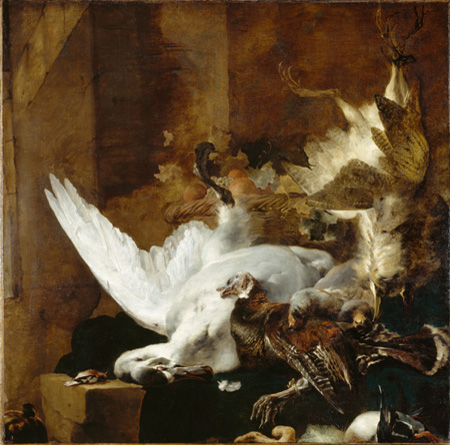
Ян Баптист Веникс. «Натюрморт с мёртвым лебедем».

### Цветочный натюрморт
Начиная с 40-х годов XVII века, натюрморт в нидерландской живописи получил широкое распространение как самостоятельный жанр. Одним из самых первых выделился цветочный натюрморт в произведениях таких художников, как Амброзиус Босхарт Старший и Бальтасар ван дер Аст, и далее продолжал своё развитие в роскошных натюрмортах Яна Давидса де Хема и его последователей уже во второй половине XVII столетия. Причины популярности цветочного натюрморта можно найти в особенностях быта нидерландского общества — традиции иметь сады, загородные виллы или комнатные растения — а также благоприятных природных условиях для развития цветоводства.

### Учёный натюрморт
Зародившийся в университетском Лейдене жанр «учёного» натюрморта, получает название «суета сует» или «memento mori» и является наиболее интеллектуальным видом натюрморта, требующим от зрителя знания Библии и традиций религиозной символики (характерны картины Питера Стенвейка и Давида Байи). Часто в натюрмортах этого направления присутствуют иллюзионистские приемы, создающие искусный обман зрения. В свою очередь увлечение иллюзионистской передачей натуры привело к возникновению особого вида натюрморта — так называемых «обманок». Такие натюрморты были особенно распространены в середине XVII века и снискали невероятную популярность в стране и за её пределами. Влиянием нидерландского натюрморта отмечены первые подобные полотна во Франции, примером является загадочный «Натюрморт с шахматной доской» Любена Божена.

### Виды и мастера нидерландского натюрморта

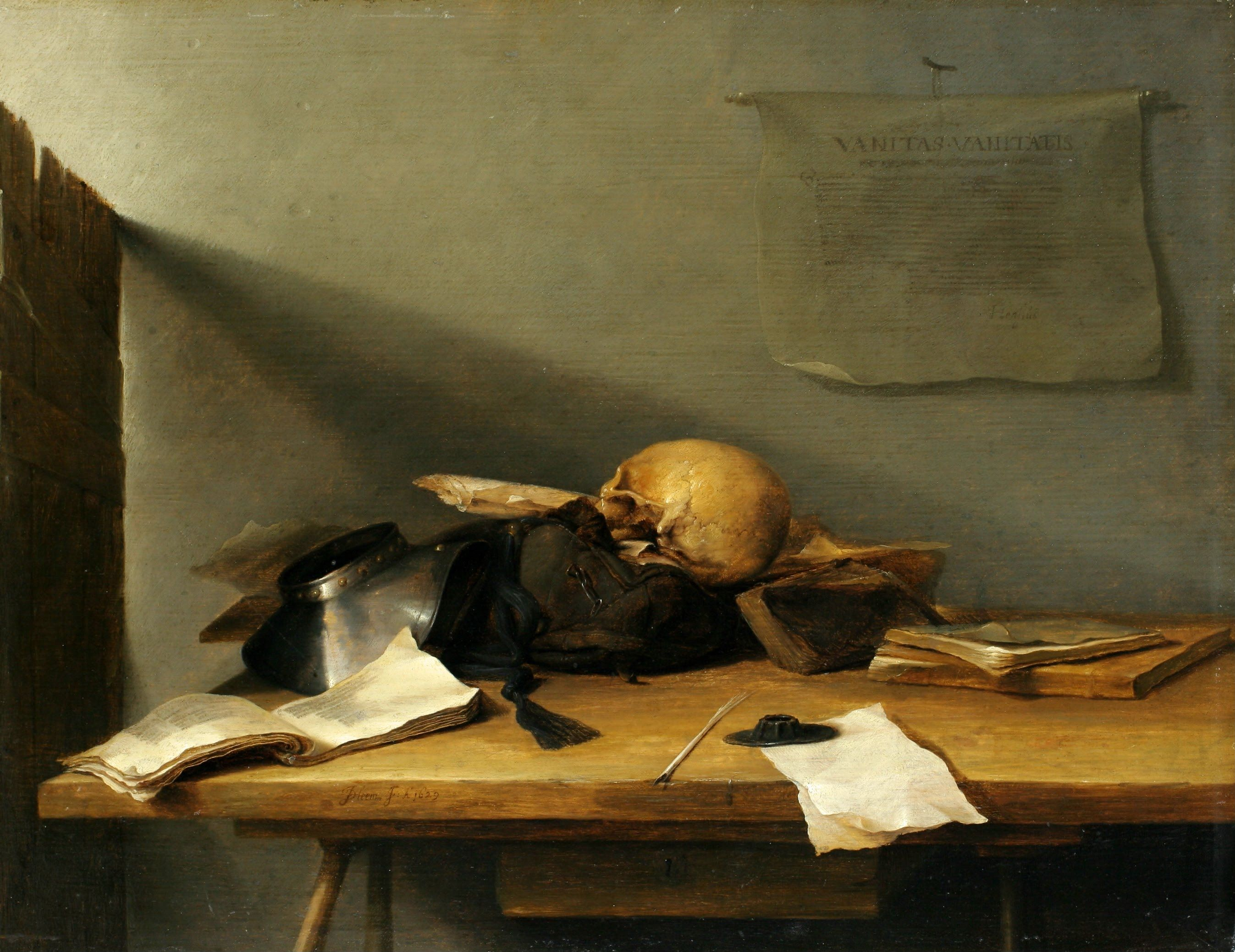
Ванитас Яна Давидса де Хема

- Ранний цветочный натюрморт: Якоб де Гейн Младший, Амбросиус Босхарт Старший, Амбросиус Босхарт Младший.
- Натюрморты типа «Завтраки» и «Сервированные столы»: Флорис ван Дейк, Клара Петерс, Ханс ван Эссен, Адриан Корте.
- Тональный натюрморт: Питер Клас, Виллем Клас Хеда, Ян Янс ден Эйл, Ян Янс Трек, Ян Янс ван де Велде, Паулус ван ден Бос.
- Учёный натюрморт: Давид Байи, Питер Стенвейк, Мария ван Остервейк.
- Иллюзионистический натюрморт: Самюэл ван Хогстратен, Корнелис Бризе.
- Роскошный натюрморт: Ян Давидс де Хем, Виллем Кальф, Абрахам ван Бейерен, Абрахам Миньон.
- Поздний натюрморт: Виллем ван Алст, Ян Баптист Веникс, Ян ван Хёйсум

## Натюрморт в русской живописи XVIII—XX веков

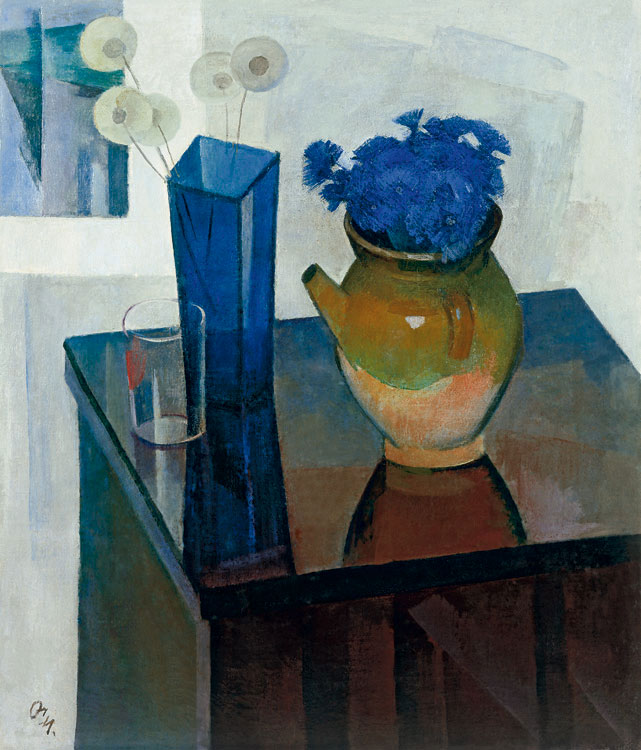
С. Осипов. Васильки. 1976

Натюрморт как самостоятельный жанр живописи появился в России в начале XVIII века. Представление о нём первоначально было связано с изображением даров земли и моря, разнообразного мира вещей, окружающих человека. Вплоть до конца XIX века натюрморт, в отличие от портрета и исторической картины, рассматривался в качестве «низшего» жанра. Он существовал главным образом как учебная постановка и допускался лишь в ограниченном понимании как живопись цветов и фруктов.
Начало XX века ознаменовалось расцветом русской натюрмортной живописи, впервые обретшей равноправие среди прочих жанров. Стремление художников расширить возможности изобразительного языка сопровождалось активными поисками в области цвета, формы, композиции. Все это особенно ярко проявилось в натюрморте. Обогащенный новыми темами, образами и художественными приемами, русский натюрморт развивался необычайно стремительно: за полтора десятка лет он проходит путь от импрессионизма до абстрактного формотворчества.
В 1930—1940-е годы это развитие приостановилось, но уже с середины 1950-х годов натюрморт переживает в советской живописи новый подъём и с этого времени окончательно и твердо встает вровень с другими жанрами.

### Российские и советские мастера реалистического натюрморта
- Хруцкий Иван Фомич (1810—1885)
- Коровин Константин Алексеевич (1861—1939)
- Грабарь Игорь Эммануилович (1871—1960)
- Кончаловский Пётр Петрович (1876—1956)
- Петров-Водкин Кузьма Сергеевич (1878—1939)
- Зефиров Константин Клавдианович (1879—1960)
- Сарьян Мартирос Сергеевич (1880—1972)
- Машков Илья Иванович (1881—1944)
- Захаров Сергей Ефимович (1900—1993)
- Котьянц Геворк Вартанович (1906—1996)
- Скуинь Елена Петровна (1909—1986)
- Альберти Петр Филиппович (1913—1994)
- Осипов Сергей Иванович (1915—1985)
- Антипова Евгения Петровна (1917—2009)
- Тетерин Виктор Кузьмич (1922—1991)
- Копытцева Майя Кузьминична (1924—2005)
- Румянцева Капитолина Алексеевна (1925—2002)
- Крестовский Ярослав Игоревич (1925—2003)
- Стожаров Владимир Фёдорович (1926—1973)
- Позднеев Николай Матвеевич (1930—1978)
- Шаманов Борис Иванович (1931—2008)
- Могилевский Константин Викторович (1953—2020)

### Выставки натюрморта
- Натюрморт. Выставка произведений ленинградских художников 1973 года. — Л: Художник РСФСР, 1973.
- Натюрморт в живописи 1940—1990 годов. Ленинградская школа. Каталог выставки. — Санкт-Петербург: Мемориальный музей Н. А. Некрасова, 1996.

## Натюрморт XX—XXI веков

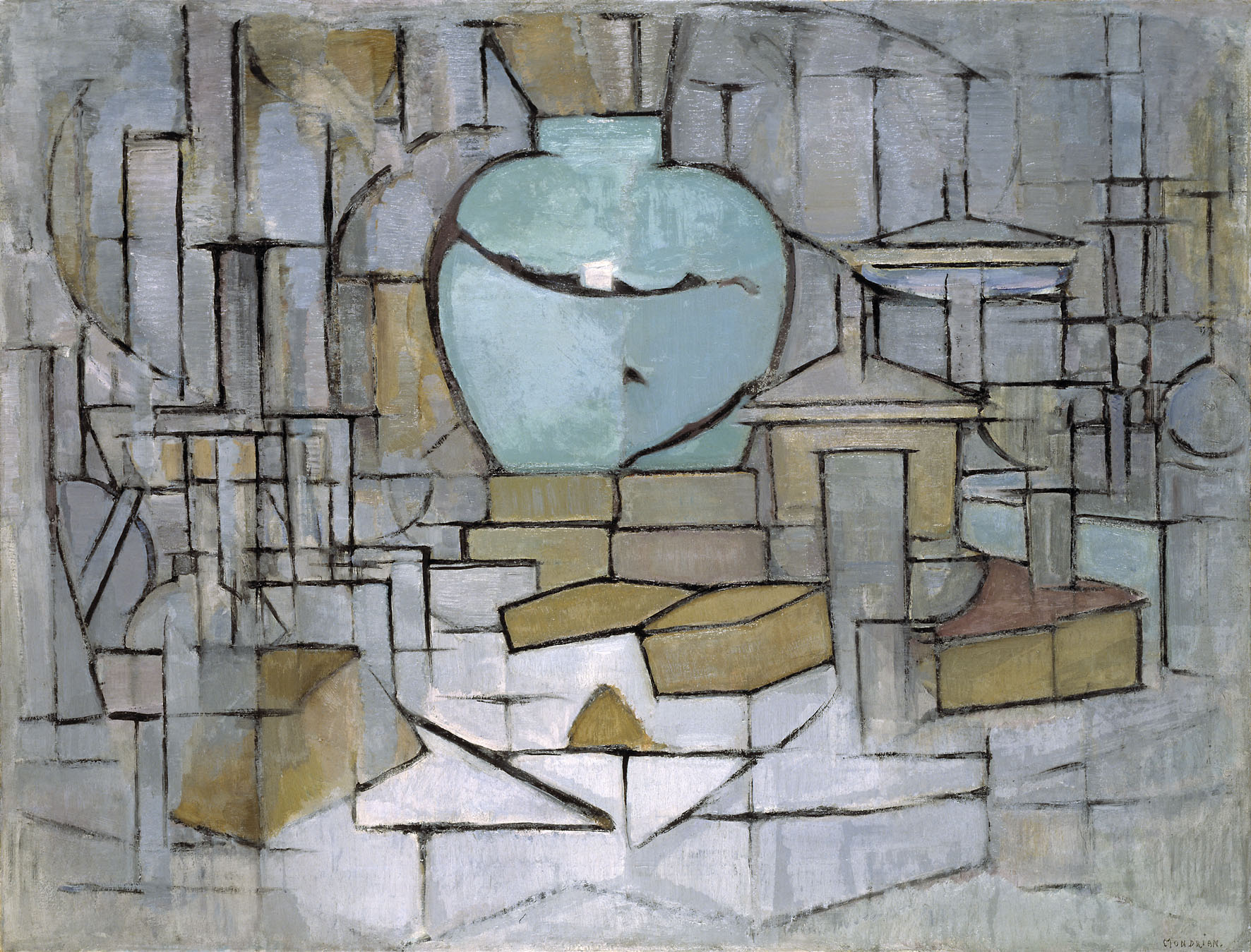
Пит Мондриан Натюрморт с кувшином и имбирём II. 1911/12
Холст, масло 91,5 × 120 см
Музей Соломона Гуггенхайма, Нью-Йорк

### Кубофутуризм

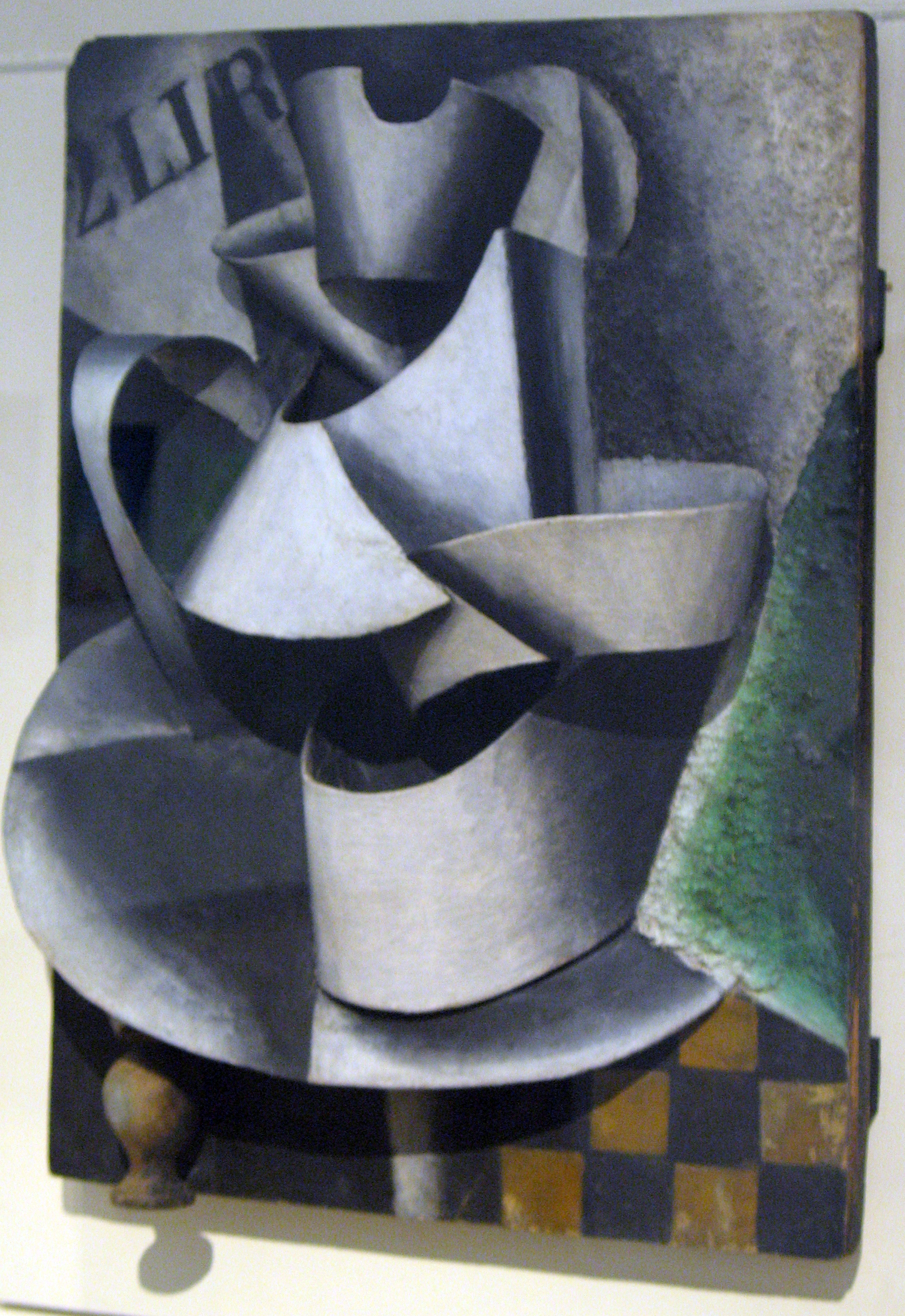
Любовь Попова (1889—1924)
Кувшин на столе. 1915
Гнутый картон, наклеенный на деревянную панель, масло 59,1 × 45,3 см. ГТГ, Москва

### Метафизическая живопись. Новая вещественность

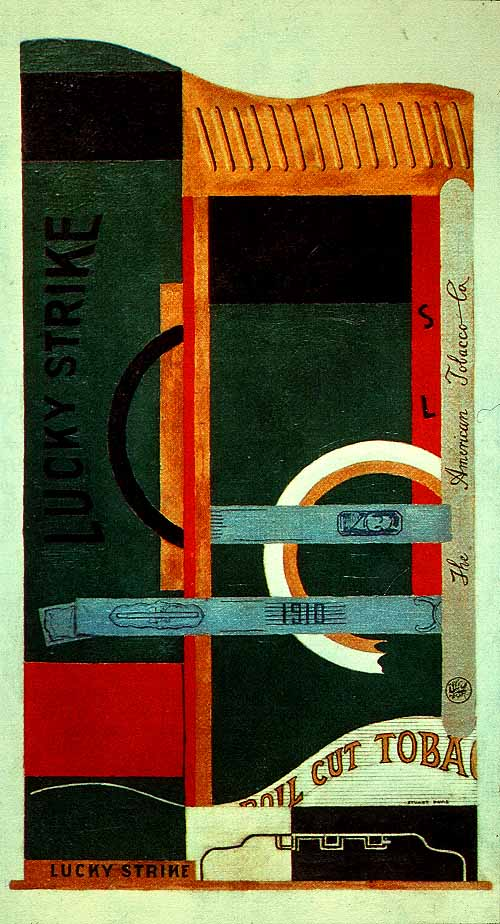
Стюарт Дэвис (1894—1964) Lucky Strike, 1921.
Холст, масло 84,5 × 45.7 см. MoMA, Нью-Йорк

### Послевоенное искусство

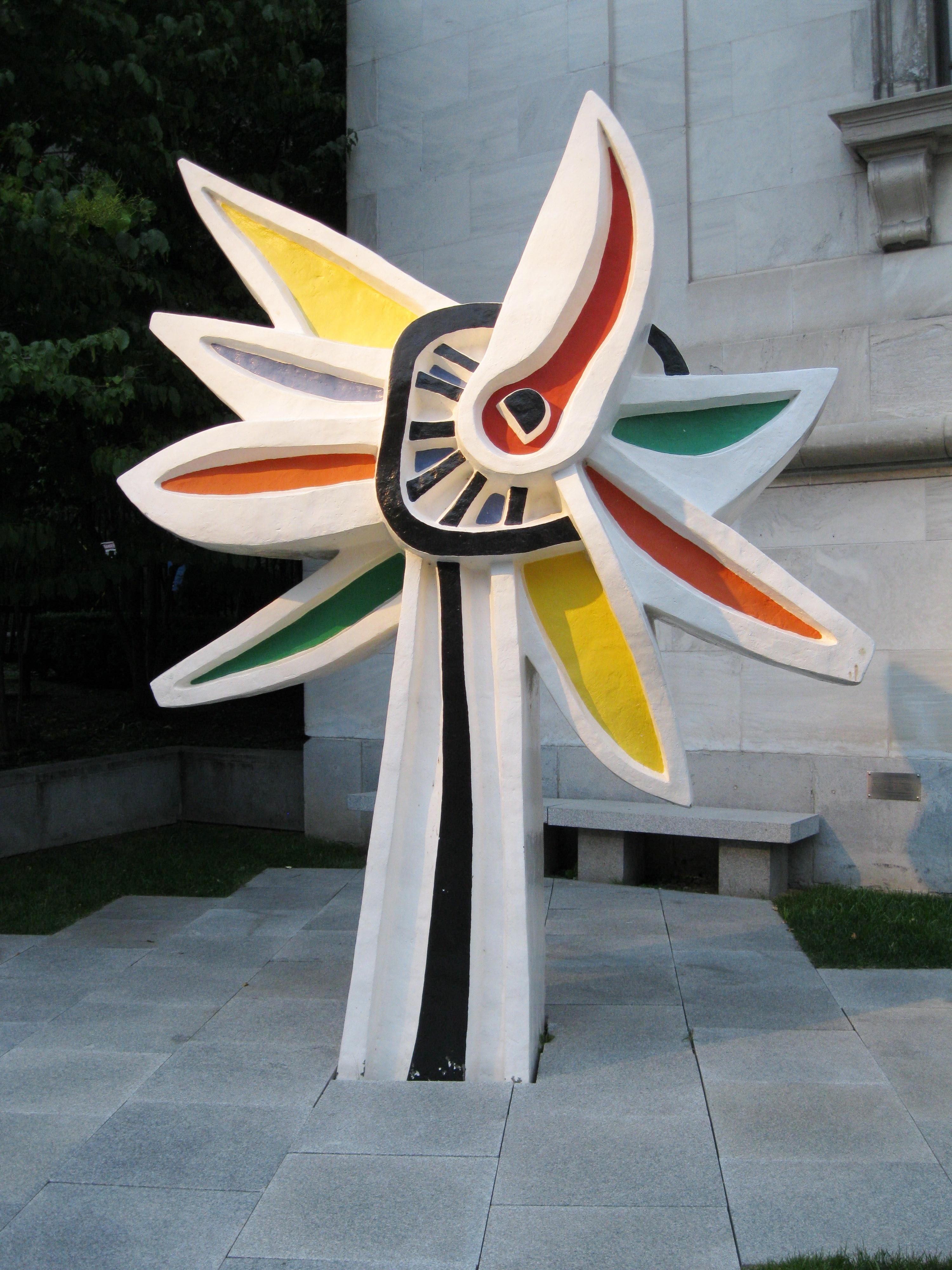
Фернан Леже. Большой подсолнух. 1952
Полихромная скульптура (крашенная бронза). Высота 354 см.
Музей изящных искусств, Монреаль, Канада

### Поп-арт

Клас Олденбург (р. 1929)
Иголка с ниткой, 2000
(Сталь, высота 18 м)
Милан, Италия

### Неопоп

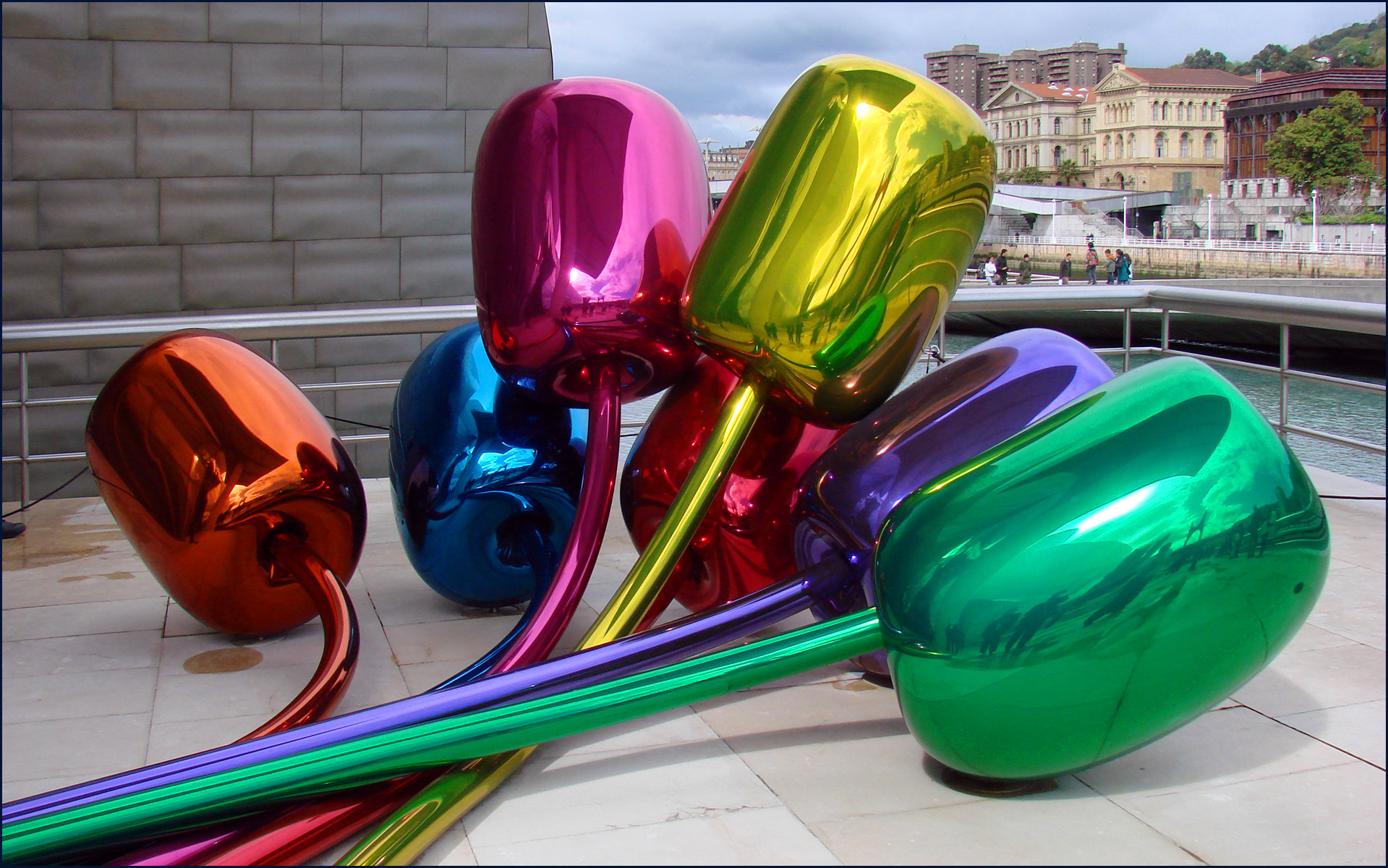
Джефф Кунс
Тюльпаны. 1995—2004
Хромированная сталь, цветной лак. Музей Гуггенхайма, Бильбао.

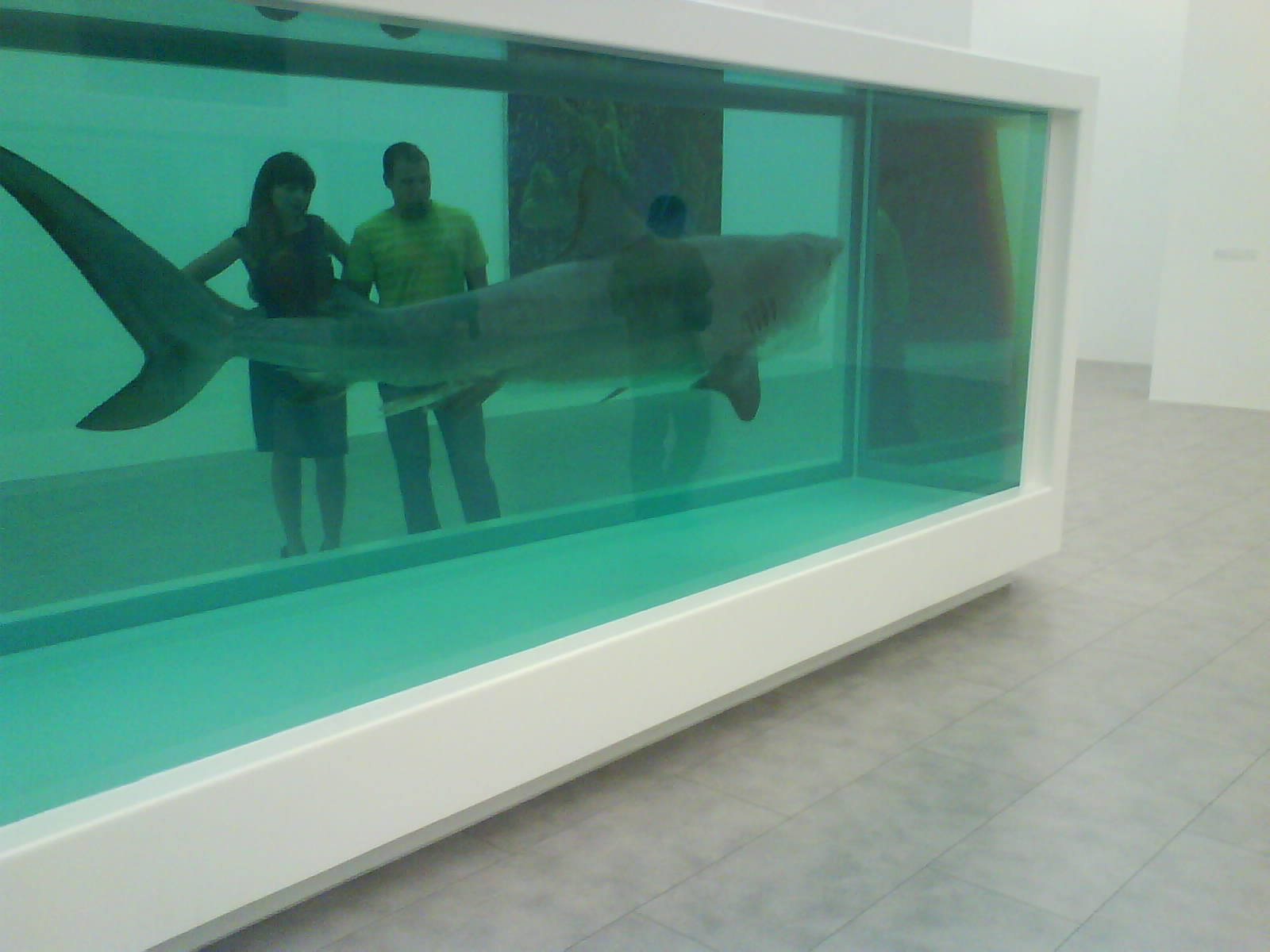
Дэмиен Хёрст (р. 1965). Физическая невозможность смерти в сознании живущего, 1991
Версия для Арт-центра Пинчука, Киев